# オペル・インシグニア
インシグニア（Insignia ）はドイツの自動車メーカー・アダム・オペルが2008年7月の英国国際モーターショーで発表、生産・販売していた中型乗用車で、かつて日本にも輸入されたオペル・ベクトラの後継車種。

## 初代（インシグニアA、2008年-2016年）

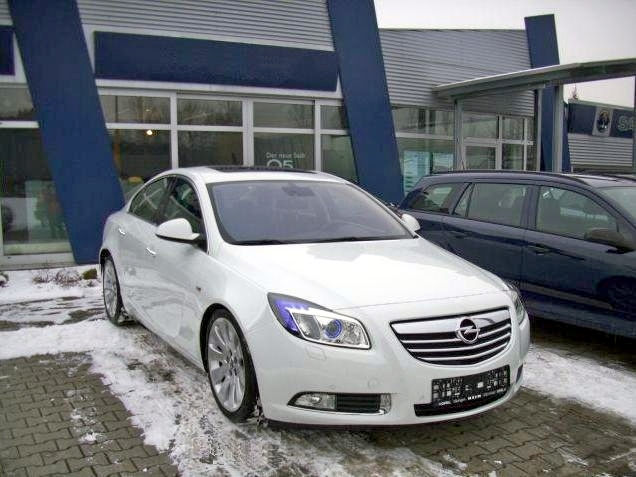
セダン

GMのイプシロンIIプラットフォームを用いている。イギリスおよびアイルランドではボクスホールブランドで販売されている。2009年のヨーロッパ・カー・オブ・ザ・イヤーを受賞している。 
インシグニアのセールスポイントは前身のベクトラCと同じ全長4830mm・ホイールベース2730mmでありながらニールームを3cm拡大し更に余裕ある居住空間を実現したこと、世界初のモニターカメラによる道路標識認識システムを実用化したこと、全車種ユーロ5排気ガス規制をクリアしていること等である。
ボディタイプは4ドアセダン、5ドアハッチバック、「スポーツツアラー」と呼ばれるステーションワゴン、そして、スポーツツアラーをベースにクロスオーバーSUV風の外観を持たせた「カントリーツアラー（CT）」の4種から構成される。
中国と北米市場では5代目ビュイック・リーガルとして販売され、オセアニア市場ではホールデン・インシグニアとして販売された（ともにセダンのみ）。
チリではサンティアゴモーターショーにて旧モデルと同名の「シボレー・ベクトラ」として参考出品されたものの市販には至らなかった。
エンジンは
- 1.6エコテック - ガソリン直列4気筒1598cc・115PS/6000rpm
- 1.6ターボエコテック - ガソリン直列4気筒1598cc・180PS/5500rpm
- 1.8エコテック - ガソリン直列4気筒1796cc・140PS/6300rpm
- 2.0ターボエコテック - ガソリン直列4気筒1998cc・220PS/5300rpm
- 2.8V6エコテック - V型6気筒2792cc・260PS/5500rpm
- 2.0CDTIエコテック - ディーゼル直列4気筒1956cc・110PS/4000rpm
- 2.0CDTIエコテック - ディーゼル直列4気筒1956cc・130PS/4000rpm
- 2.0CDTIエコテック - ディーゼル直列4気筒1956cc・160PS/4000rpm
- 2.0ビターボCDTIエコテック - 1956cc･190PS/4000rpm

がある。
ギアボックスはいずれも6段のMTまたはAT（1600/1800ccガソリンを除く）が選択可能。グレードは「エクスクルーシヴ」「S」「SE」「SRi」「エリート」から構成される。2009年1月にはV6ガソリンエンジンをターボ化して320馬力とし、6速MTと四輪駆動システムを持つホットモデル・「OPC」も追加されている。

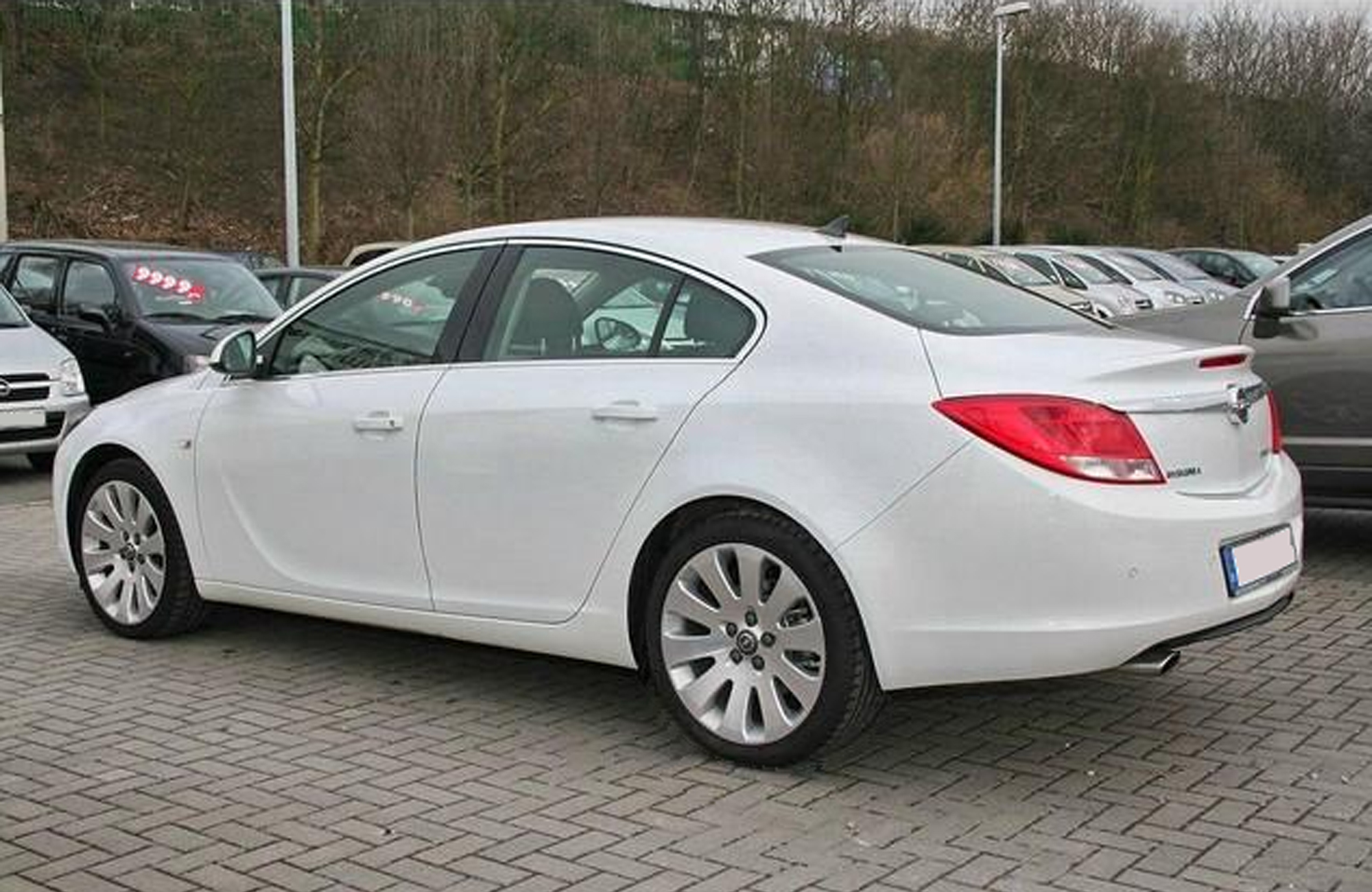
セダン
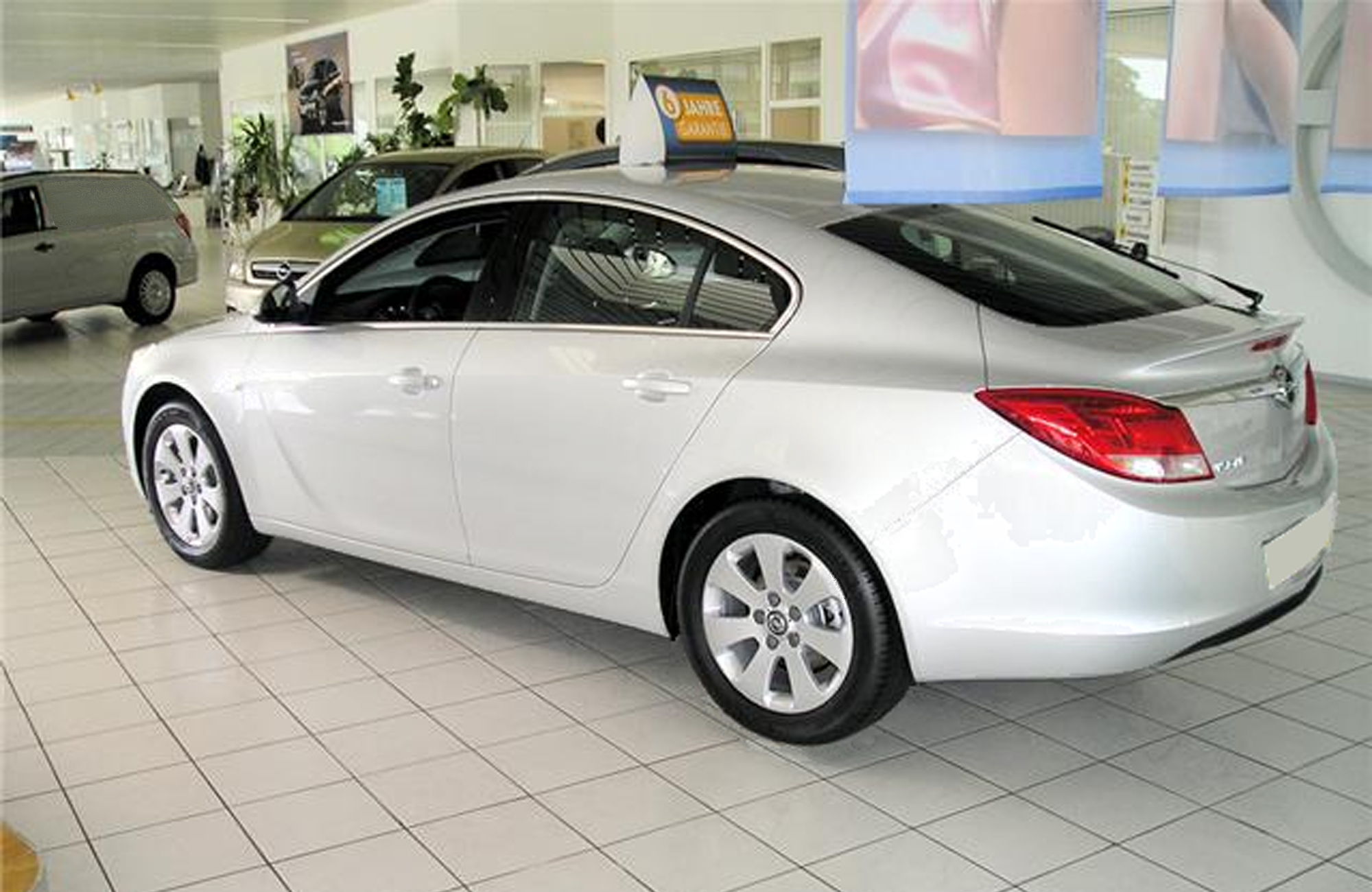
ハッチバック
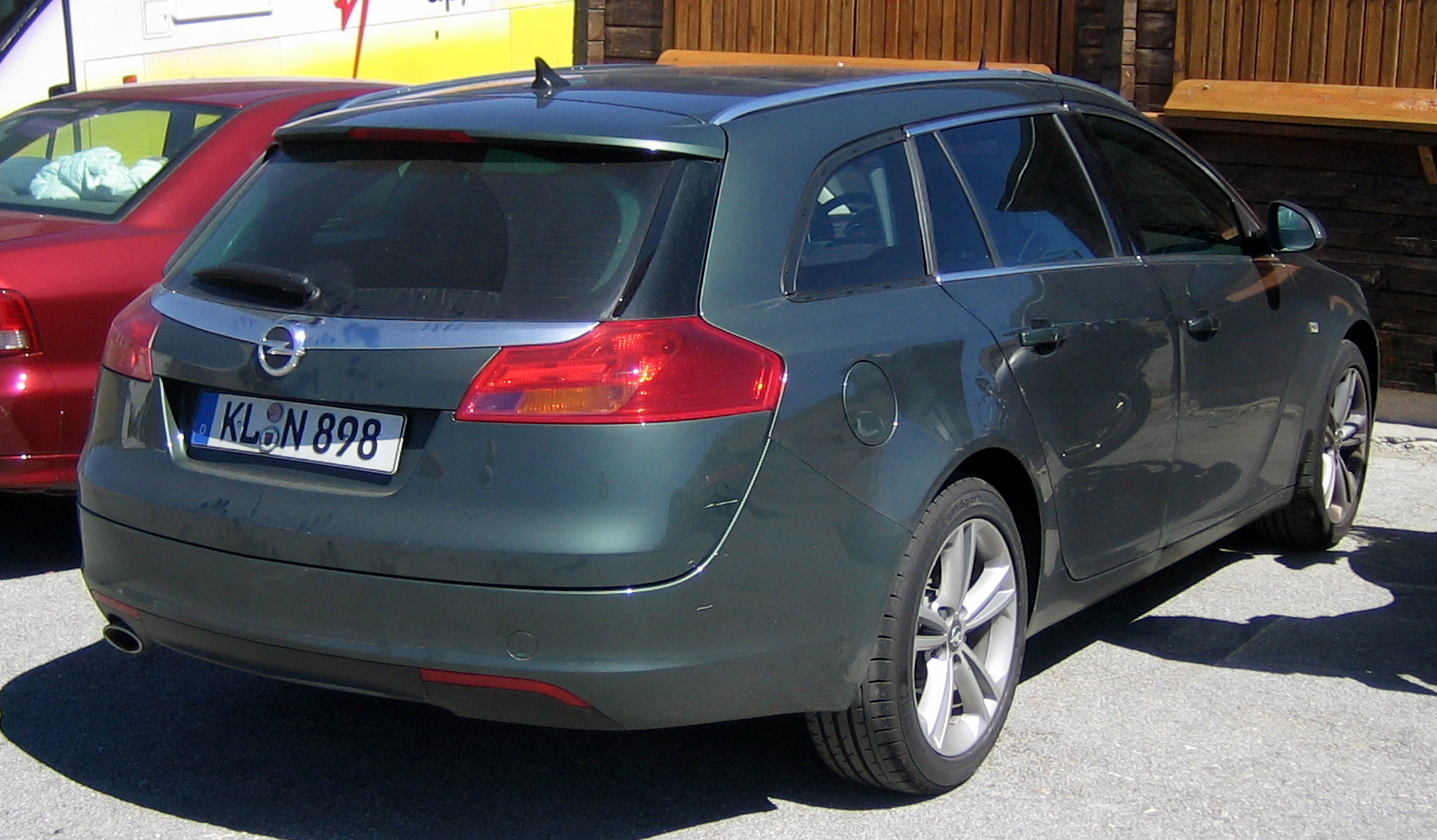
スポーツツアラー（ワゴン）
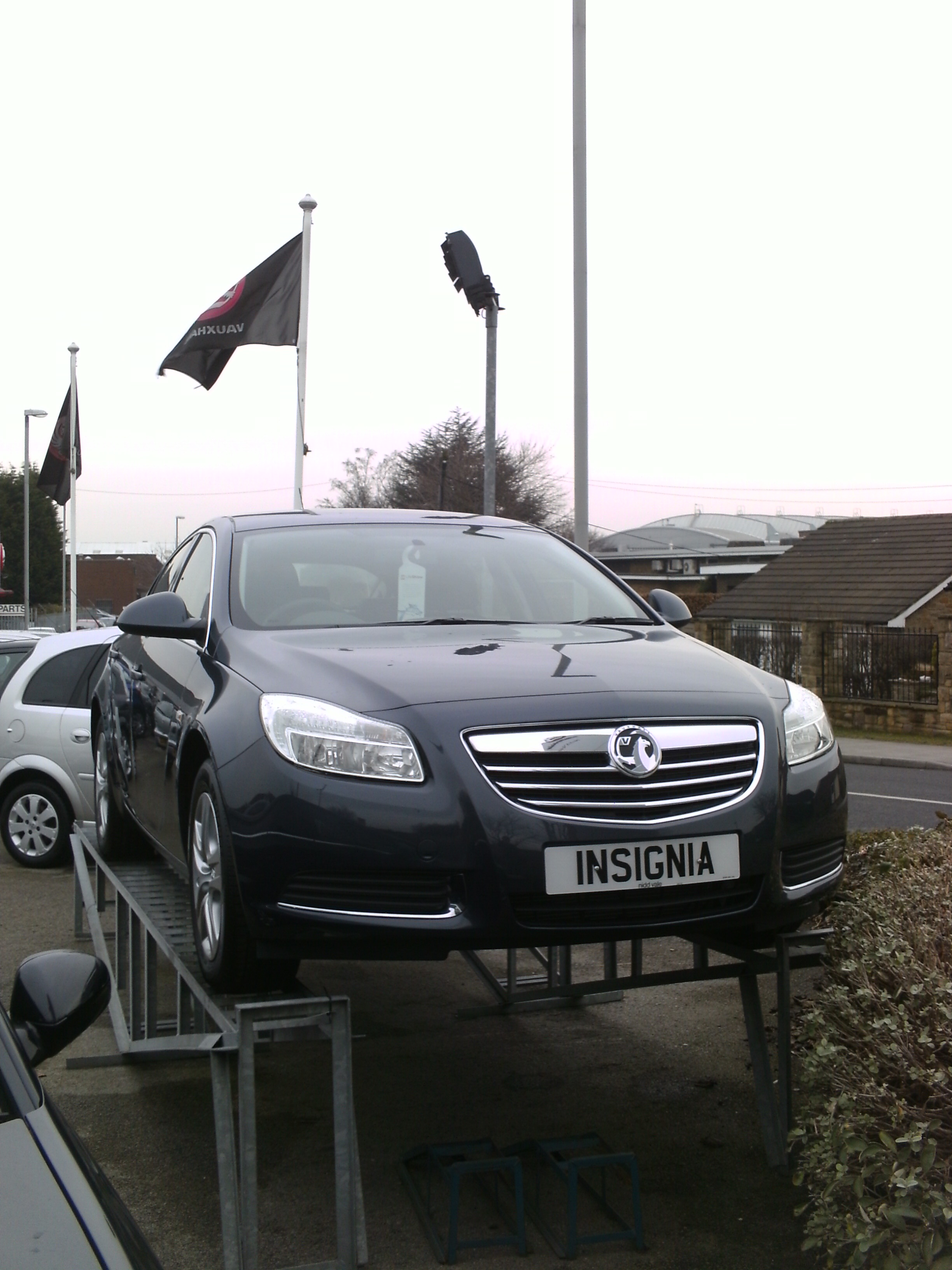
ボクスホール版
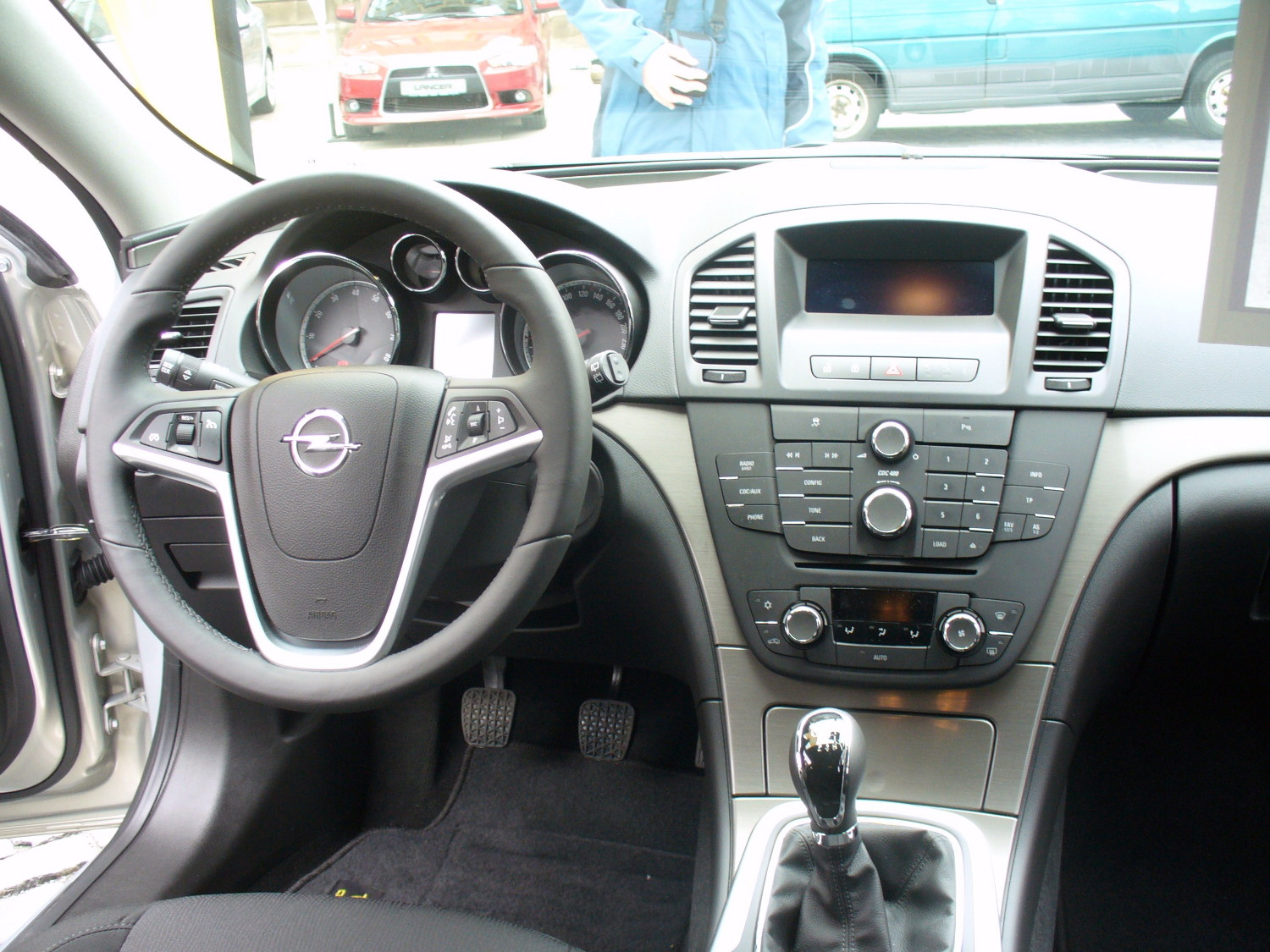
室内
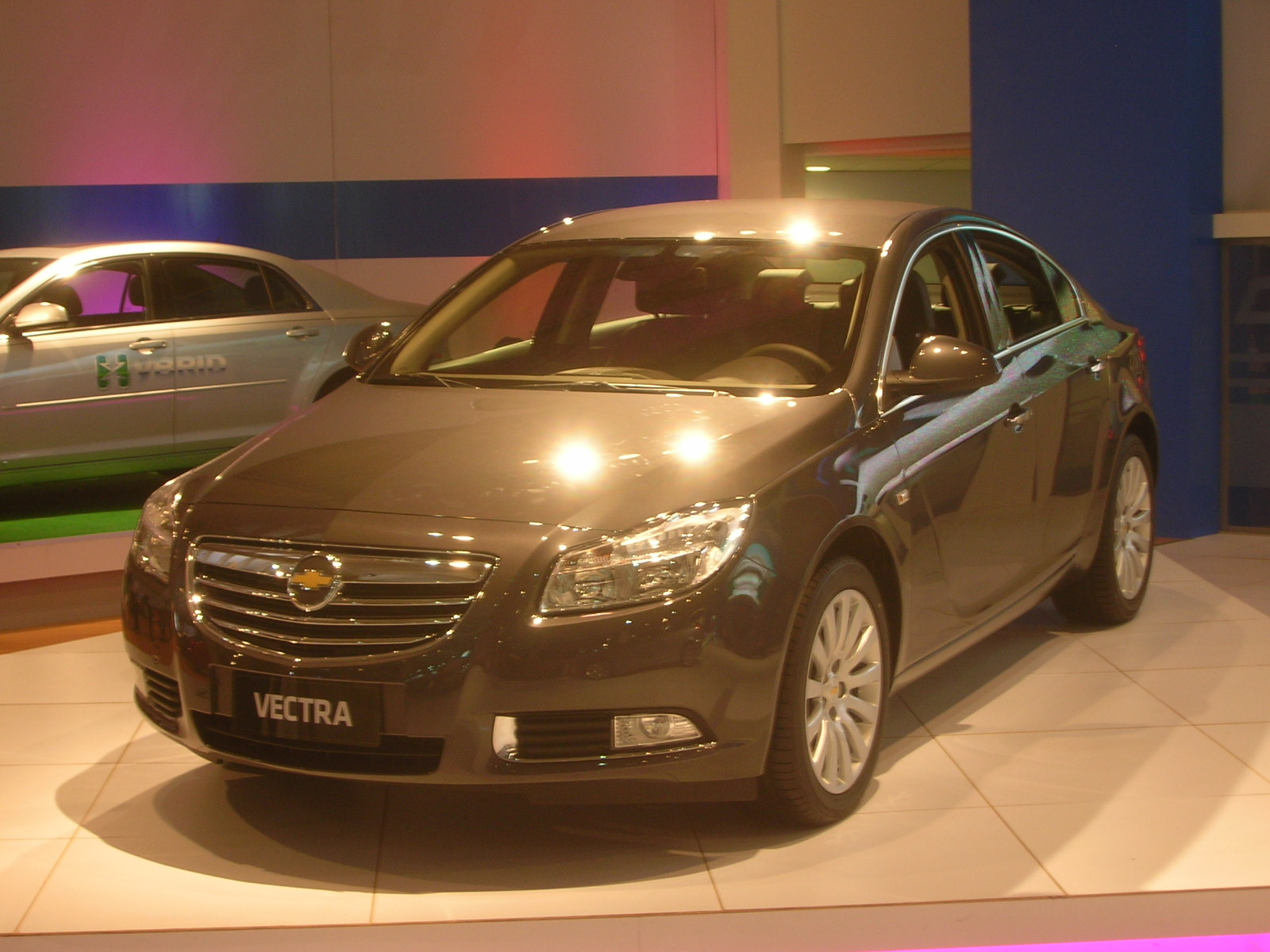
シボレー・ベクトラ（サンティアゴモーターショーにて参考出品）

## 2代目（インシグニアB、2017年-2022年）

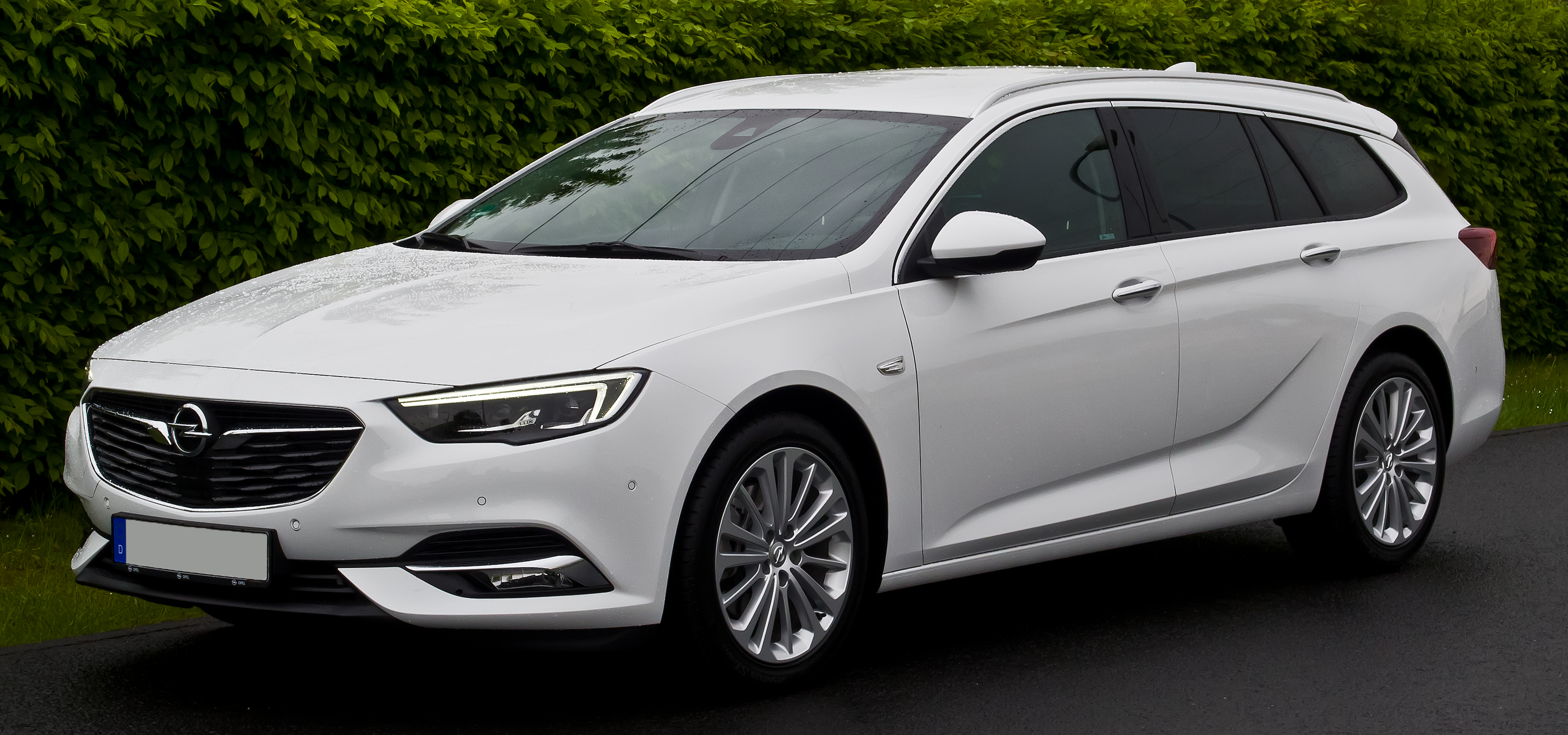
スポーツツアラー

プラットフォームをシボレー・マリブと同じ「E2XX」に刷新し、ボディは一回り大型化された。エンジンは先代をほぼ継承し、ガソリンが1.5Lと2.0Lの2種の直噴（SIDI）、ディーゼルが1.6Lと2.0Lの2種の直噴（CDTI、後者はBiTURBOの設定あり）を用意する。尚、BiTURBOのみ4WDの設定もある。トランスミッションはガソリンが9速ATとなる。
ボディタイプは4ドアノッチバックセダンが廃止され、ノッチバックセダン風5ドア（ハッチバック）クーペのグランスポーツ、ステーションワゴンのスポーツツアラー、クロスオーバーSUVのカントリーツアラー（CT）の3種となった。
尚、当代は2代目ボクスホール・インシグニア、6代目ビュイック・リーガルの他、先代にあたる「ホールデン・インシグニア」を吸収統合する形で5代目ホールデン・コモドアとしてオセアニア市場でも販売される。北米向けリーガルは5ドアクーペ（スポーツバック）に加え、新たにカントリーツアラーに相当する「Tour X」を設定したことで、ボディタイプが2種となった。コモドアは5ドアクーペの「リフトバック」、スポーツツアラーに相当する「スポーツワゴン」、カントリーツアラーに相当する「ツアラー」の3種を設定する。
2020年の改良でカントリーツアラーがラインナップから消滅したため、以降はグランスポーツとスポーツツアラーの2種展開。
2022年、生産終了。以降は需要が拡大するSUVに注力する。

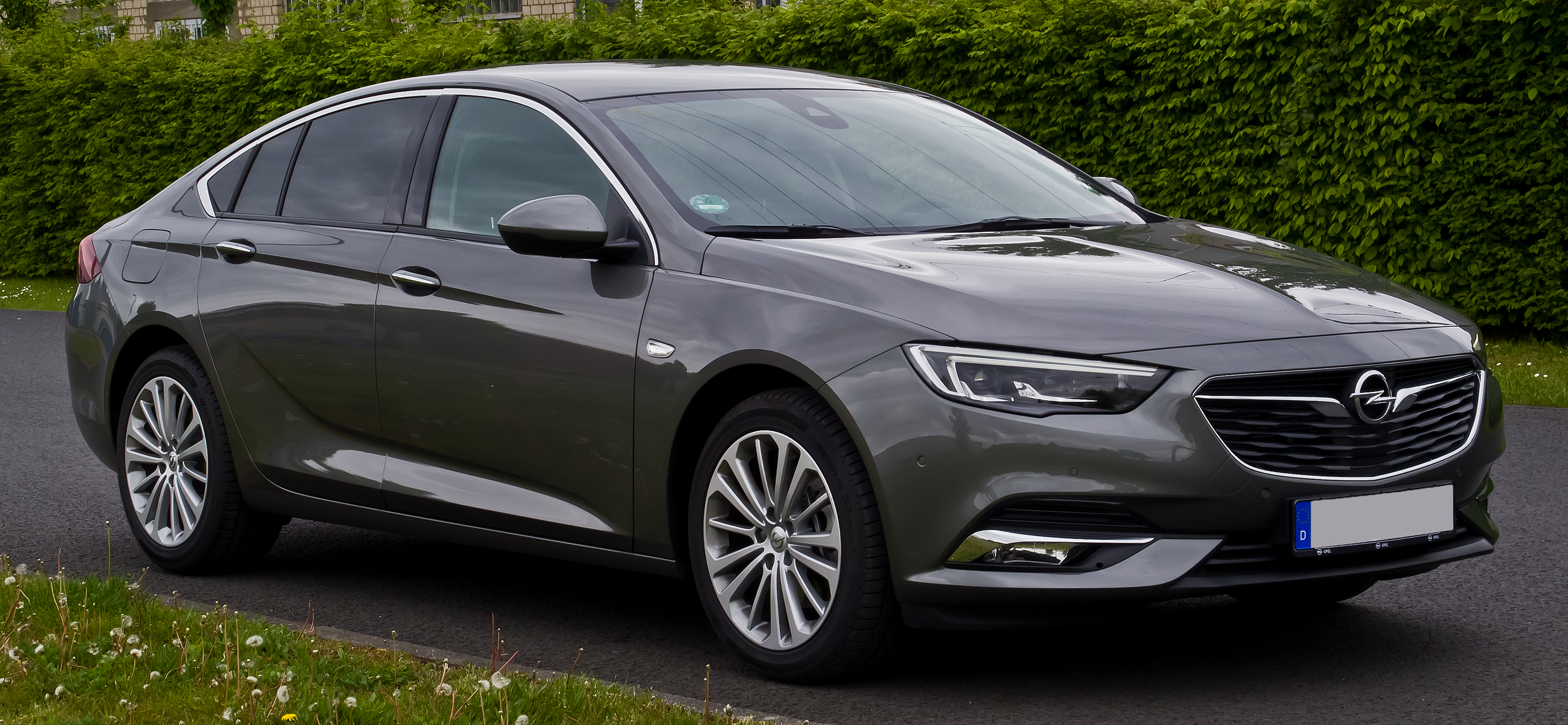
グランスポーツ
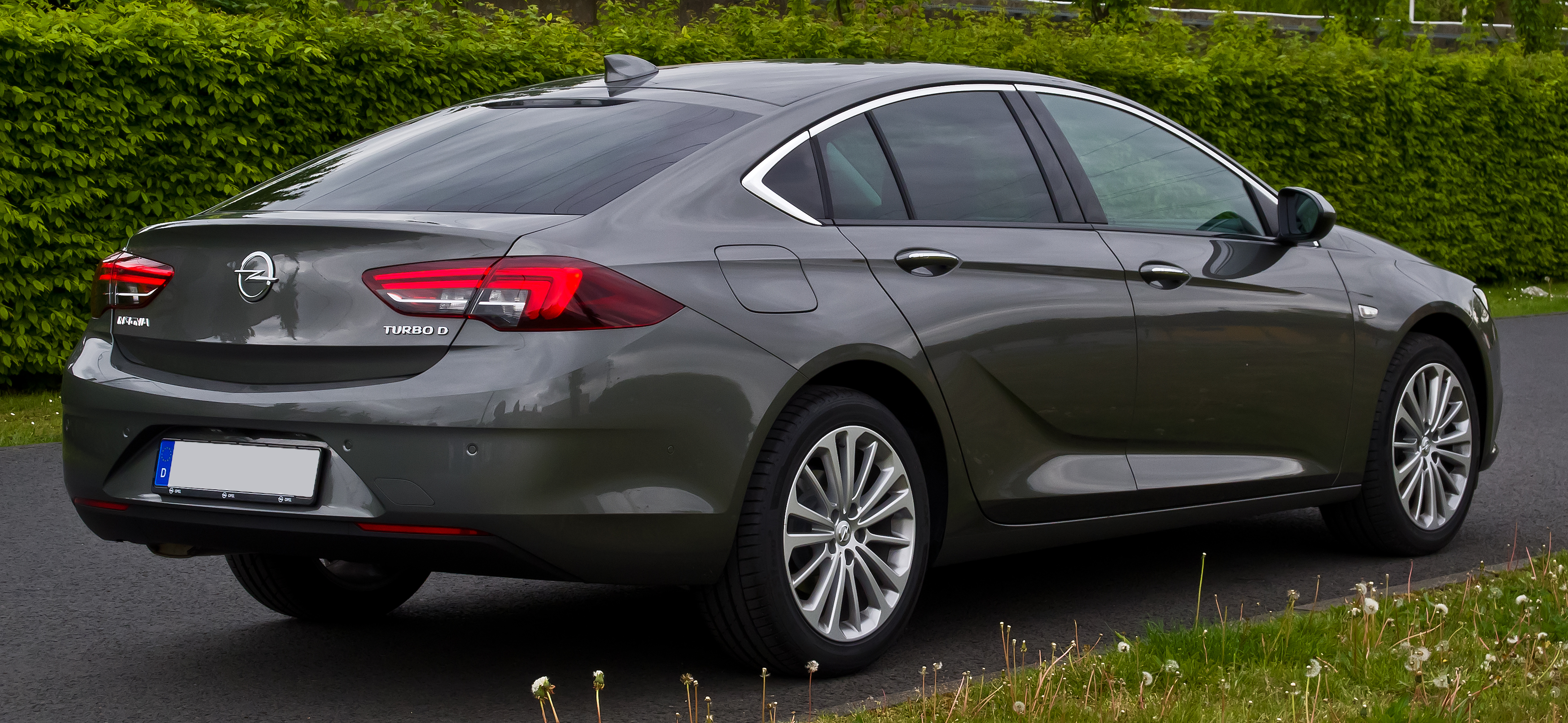
グランスポーツ リア
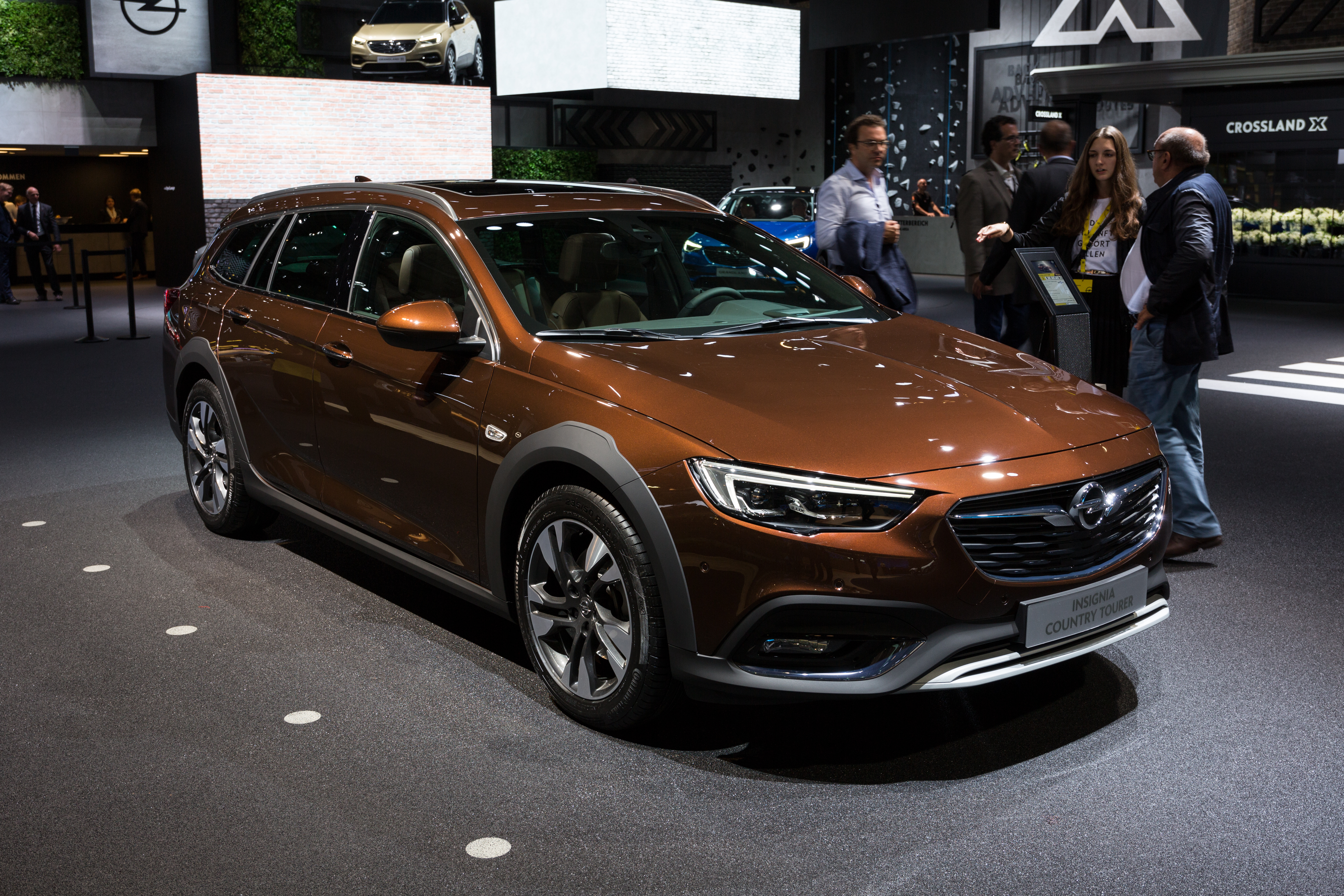
カントリーツアラー